# Charles Gates Dawes
Charles Gates Dawes (Marietta, EUA 1865 - Evanston 1951) fou un advocat i polític estatunidenc que arribà a ser vicepresident dels Estats Units i fou guardonat el 1925 amb el Premi Nobel de la Pau juntament amb el ministre d'Afers Exteriors britànic Austen Chamberlain.

## Joventut i estudis
Nasqué el 27 d'agost de 1865 a la ciutat de Marietta, a l'estat nord-americà d'Ohio. El 1884 es graduà al Marietta College i el 1886 en Dret a l'Escola de Lleis de Cincinnati. Entre 1887 i 1894 va exercir l'advocacia a la ciutat de Lincoln, Nebraska. A partir d'aquell any es va dedicar amb gran èxit al negoci del gas, per dedicar-se posteriorment a la política.

## Vida política
Va treballar en el Departament del Tresor entre 1898 i 1901 per encàrrec del president dels Estats Units William McKinley, que li va encomanar la tasca de reorganitzar el sistema bancari americà, per evitar que es repetissin més crisis de pànic com l'ocorreguda quatre anys abans. Fou candidat al Senat l'any 1902, càrrec per al qual no va resultar escollit.
Durant la Primera Guerra Mundial va ser major, tinent coronel i general de brigada del 17è Cos d'Enginyers de l'Exèrcit dels Estats Units. Va servir en la Força Expedicionària Americana com a director d'aprovisionaments i va formar part de la Comissió de Liquidació del Departament de Guerra dels Estats Units. Va abandonar l'exèrcit el 1919 i fou el primer director de l'Oficina Pressupostària creada per Warren G. Harding, càrrec que va exercir entre 1921 i 1924.
El 1923 va entrar a formar part de la Comissió de Reparacions de Guerra, sent enviat a París l'any 1924, com a representant dels Estats Units, per a reexaminar les reparacions econòmiques imposades a Alemanya pels vencedors en la Primera Guerra Mundial, ja que el volum d'indemnitzacions exigit per França en el Tractat de Versalles amenaçava d'arruïnar l'economia alemanya i arrossegar a la de la resta del món. La seva participació es va traduir en l'anomenat Pla Dawes que va marcar un sistema realista de pagaments, a més d'una sèrie de mesures complementàries (préstecs, ajudes, inversions nord-americanes i retorn al patró or) per facilitar l'estabilitat i la recuperació econòmica d'Alemanya. Es va assolir una certa millora econòmica, no sense dificultats, entre 1924 i 1928, que es va veure truncada per la Gran Depressió. La crisi mundial del 29 va colpejar molt severament Alemanya perquè aquesta era especialment depenent del capital nord-americà, que es va retirar sobtadament.
Aquest pla va ajudar que s'obrís a Europa una etapa de prosperitat econòmica i enteniment. Per primera vegada, en el Tractat de Locarno de 1925, Alemanya va reconèixer les seves fronteres occidentals amb Bèlgica i França i es va comprometre a no modificar per la força les orientals, que seguia discutint. Aquests èxits van proporcionar a Dawes tal prestigi que el 1924 fou elegit vicepresident amb Calvin Coolidge, càrrec que desenvoluparia fins al 1929, i el 1925 fou guardonat amb el Premi Nobel de la Pau, compartit amb Austen Chamberlain.
Posteriorment, va ser ambaixador davant el govern del Regne Unit des de 1929 a l'any 1932, i des d'aquell moment va ser president del consell d'administració del City National Bank and Trust Co, càrrec que desenvolupà fins a la seva mort el 23 d'abril de 1951 ocorreguda a Evanston, població situada a l'estat d'Illinois.